# Quai St. Michel
Quai St. Michel is een olieverfschilderij van de Amerikaanse kunstschilder Childe Hassam uit 1888. Het toont een alledaags tafereel in het centrum van Parijs in een door het impressionisme beïnvloede stijl. Het werk bevindt zich in een privécollectie. In 2011 werd het voor ruim twee miljoen dollar verkocht bij Sotheby's.

## Context
In 1886 vertrok Hassam vanuit Boston Parijs, om hij er drie jaar te blijven. Hij schreef zich aanvankelijk in bij de Académie Julian, maar liet zich vooral beïnvloeden door de impressionisten. Hij bewonderde Claude Monet en Camille Pissarro, met name in hun benadering van kleur en licht. Allengs werd zijn penseelhantering steeds losser. Thematisch liet hij zich inspireren door het dagelijks leven in straten van de grote stad, met haar winkeltjes, boekstalletjes, bloemenverkoopsters, flanerende dames, huurkoetsiers, enzovoorts. Hij schilderde zowel de hogere als de lagere klassen, zonder daar sociaal-morele standpunten aan te verbinden.
Deze drie jaren die Hassam in Parijs doorbracht zouden bepalend blijken voor de stijl die hij in zijn verdere carrière zou hanteren en waarin hij uitgroeide tot een van de belangrijkste exponenten van het Amerikaans Impressionisme. Quai St. Michel is exemplarisch voor het werk dat hij in deze periode maakte. Alle ingrediënten uit zijn latere oeuvre zijn in de basis reeds zichtbaar.

## Afbeelding
Quai St. Michel toont een elegante jonge vrouw die in een boekstalletje rondneust, terwijl de eigenaresse wat afwezig toeziet, onderwijl gewoon doorgaand met haar breiwerkje. De dag is enigszins grauw, de straten zijn nog nat van een regenbui. De vader met zijn zoon links dragen regenkleding. Over de brug lopen diverse voorbijgangers, twee mensen in werkkleding hangen over de rand en kijken naar beneden. Rechtsachter zijn enkele hoge gebouwen te zien, met daarvoor een overdekte straatmarkt en een kiosk. Plaats van handeling is de Quai Saint-Michel, naast de Seine, aan haar westelijk uiteinde, bij de brug met dezelfde naam, leidend naar de Île de la Cité. Dit deel van de stad is per de eenentwintigste eeuw nog nauwelijks veranderd. In hetzelfde jaar schilderde Hassam met Notre Dame Cathedral, Paris een tweede schilderij vanaf hetzelfde werkpunt, alleen precies de andere kant opkijkend, alsof hij zijn ezel 180 graden heeft gedraaid.
Qua stijl is in Quai St. Michel duidelijk te zien dat Hassam zich heeft afgekeerd van de academische werkwijze die hij in het begin van zijn Parijse periode nog hanteerde, en zich over heeft gegeven aan het impressionisme. Ondanks de grijze dag die hij weergeeft valt vooral de lichtheid van de compositie op, alsook de losse penseelstreken, die het terloopse van het onderwerp moeten onderstrepen. Hassam wilde vooral de sfeer van de stad uitdrukken, zoals hij dat ook later in zijn loopbaan voortdurend zou doen. Hij schreef hierover "Het portret van een stad, die je ziet, is in zekere zin gelijk aan het portret van een persoon. De identiteit ervan, dat is wat telt, en het enige waar je naar moet streven is de ziel van een stad met een zelfde zorgvuldigheid te portretteren als de ziel van een model".

## Andere werken, Parijs, 1886-1889

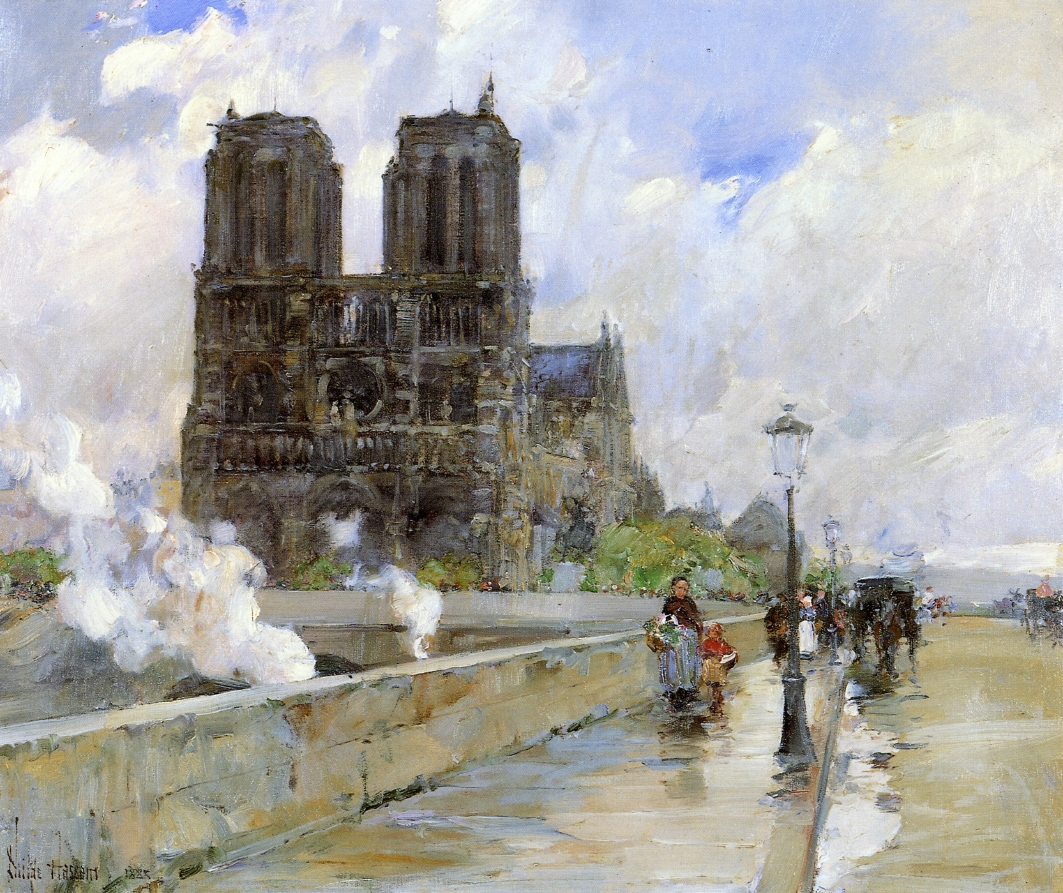
Notre Dame Cathedral, Paris
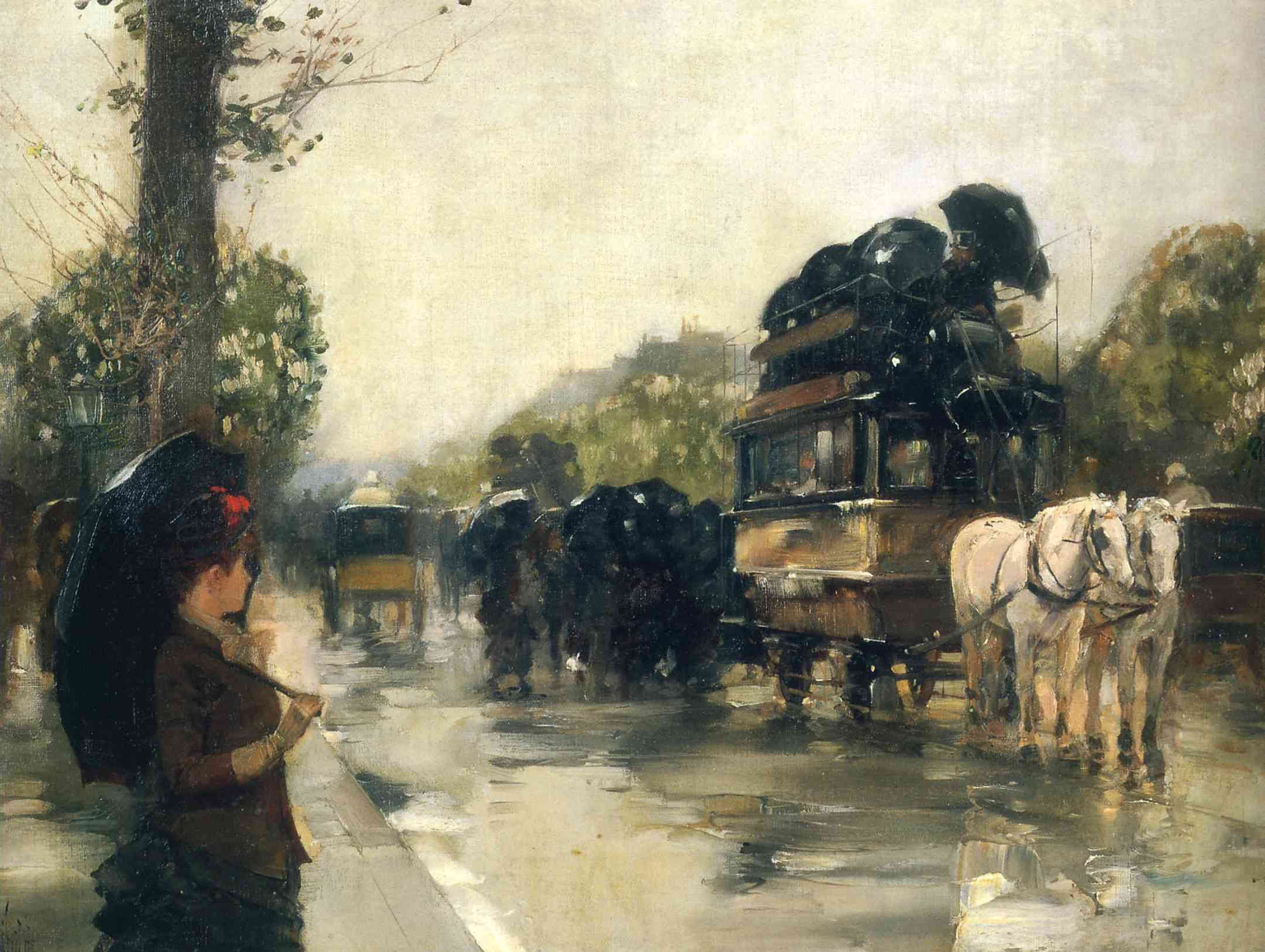
April Showers, Champs Elysees, Paris
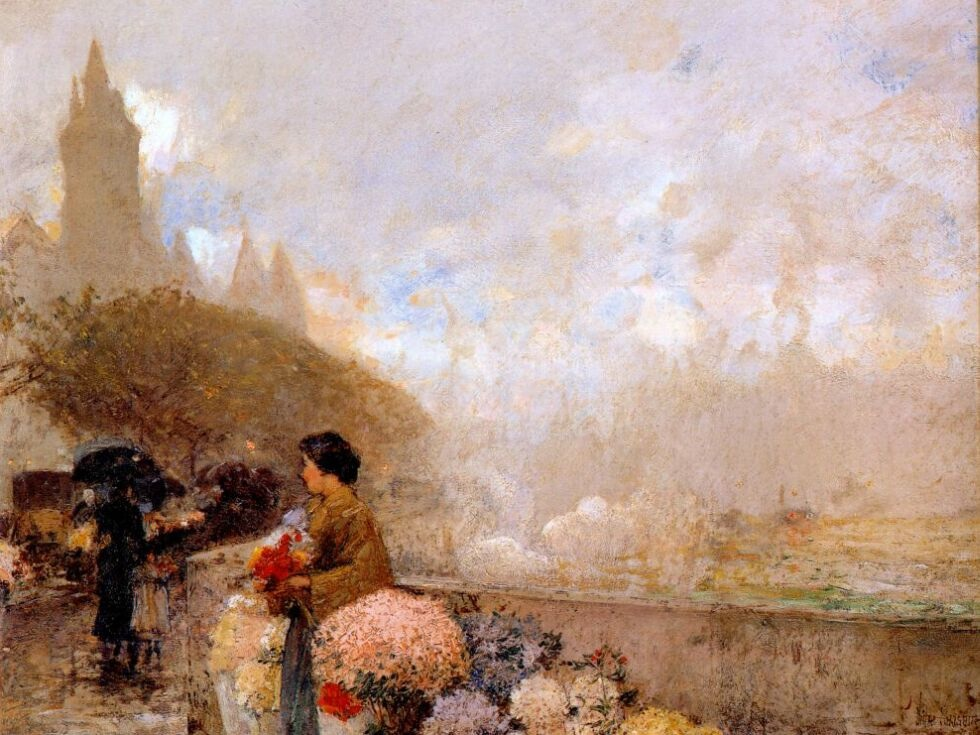
Flowergirl by the Seine
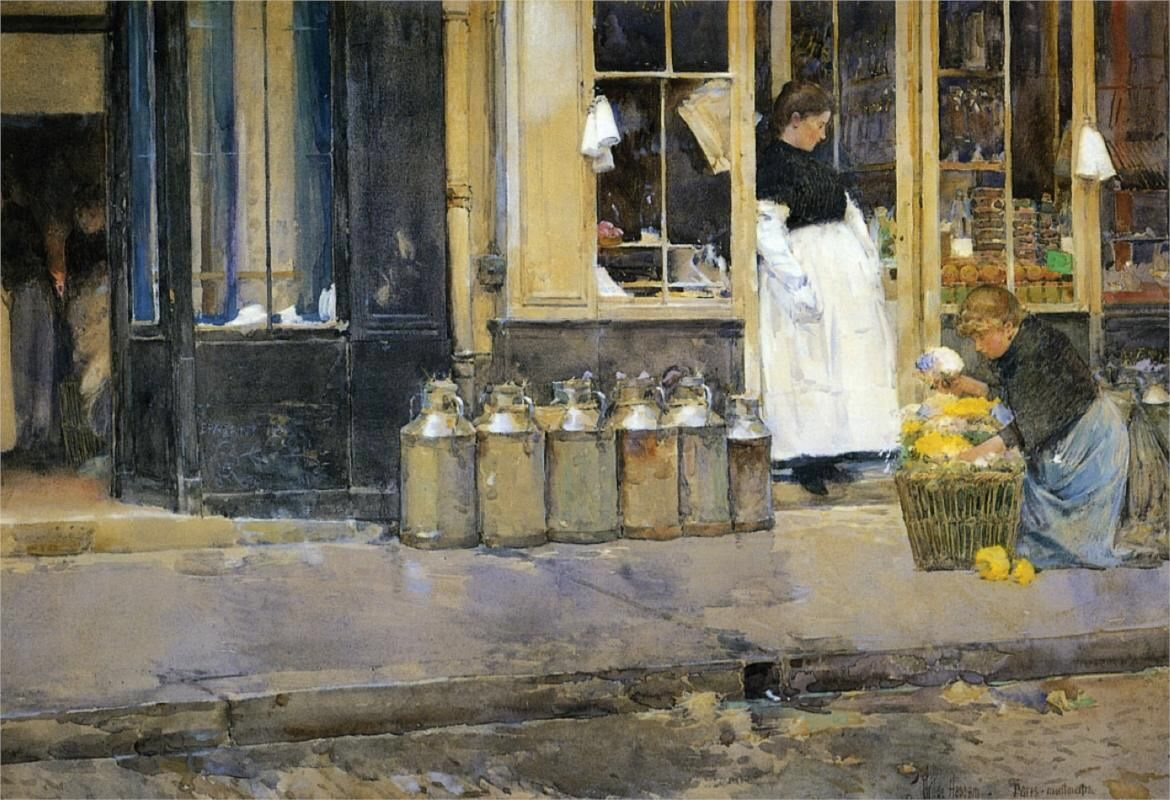
La Bouquetiere et La Laitiere
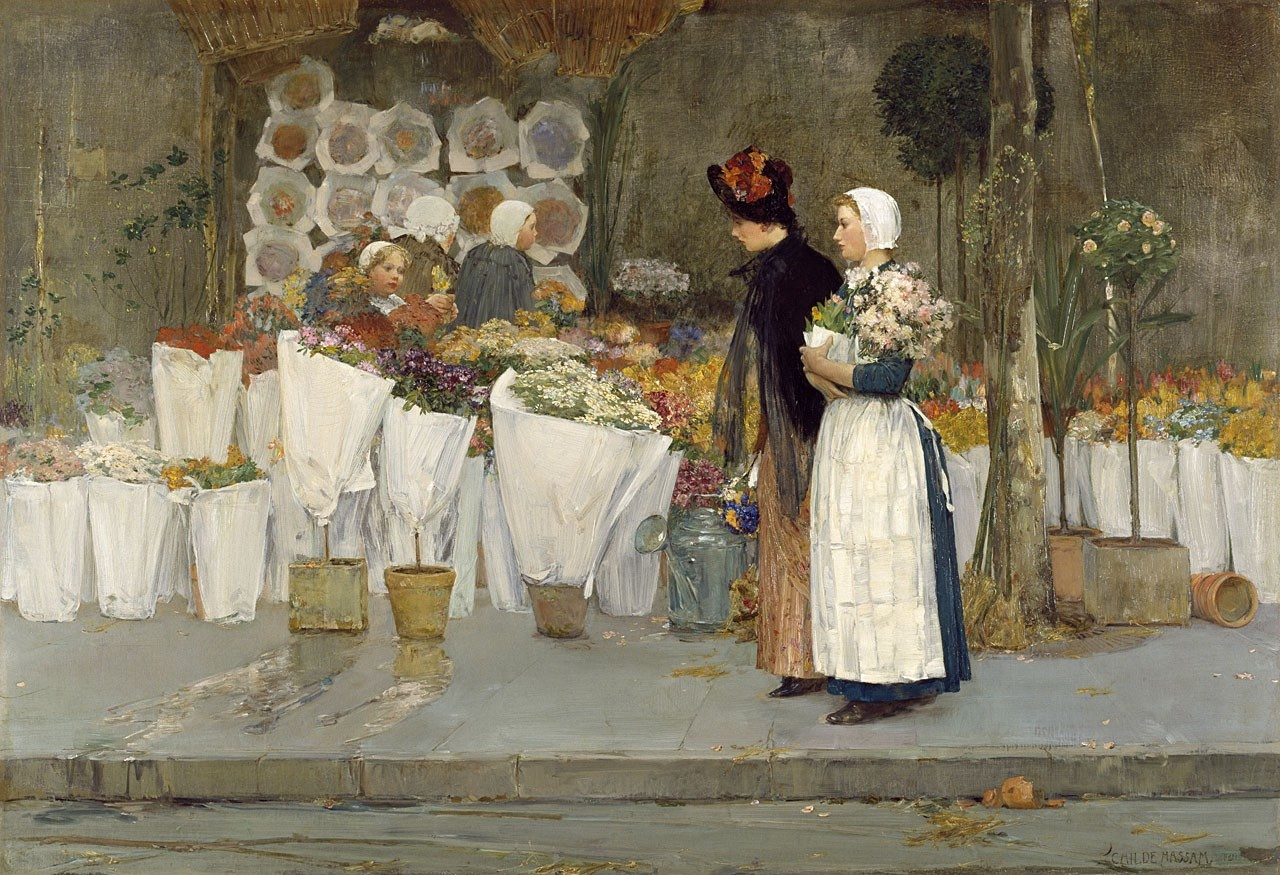
Chez la Fleuriste